# 小霍穆斯尤里亞赫河
小霍穆斯尤里亞赫河是俄羅斯的河流，屬於孫德倫河的支流，由薩哈共和國負責管轄，河道全長235公里，流域面積約315平方公里，河水主要來自融雪和雨水。